# بني حرب (سوهاج)
قرية بني حرب هي إحدى القرى التابعة لمركز طهطا بمحافظة سوهاج في جمهورية مصر العربية. حسب إحصاءات سنة 2006، بلغ إجمالي السكان في بني حرب 7765 نسمة، منهم 4076 رجل و3689 امرأة.